# Инаритё (станция)
Станция Инаритё (яп. 稲荷町駅 инаритё: эки) — железнодорожная станция на линии Гиндза, расположенная в специальном районе Тайто в Токио. Станция обозначена номером G-17. На станции в июне 2017 года были установлены автоматические платформенные ворота.

## Планировка станции
Две платформы бокового типа и два пути.
| 1 | ○ Линия Гиндза | Уэно, Гиндза, Акасака-Мицукэ, Сибуя |
| 2 | ○ Линия Гиндза | Асакуса                             |

## Близлежащие станции
| «    |  | Линия        |  | »          |
| ---- |  | ------------ |  | ---------- |
| Уэно |  | Линия Гиндза |  | Таварамати |